# Ewa Dałkowska

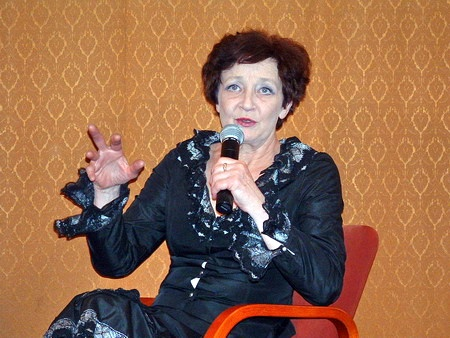
Ewa Dałkowska (2006)

Ewa Małgorzata Dałkowska (ur. 10 kwietnia 1947 we Wrocławiu, zm. 8 czerwca 2025) – polska aktorka teatralna, radiowa i filmowa.
W latach 2008–2025 aktorka Nowego Teatru w Warszawie.
Dwukrotna zdobywczyni głównej nagrody na Kaliskich Spotkaniach Teatralnych: nagroda aktorska (1977) i nagroda zespołowa (1980).

## Życiorys
W 1970 roku ukończyła polonistykę na Uniwersytecie Warszawskim, w 1972 roku studia na Wydziale Aktorskim Państwowej Wyższej Szkoły Teatralnej im. Aleksandra Zelwerowicza w Warszawie. W latach 1972–1974 występowała w Teatrze Śląskim im. Stanisława Wyspiańskiego w Katowicach, w latach 1974–2008 była aktorką Teatru Powszechnego im. Zygmunta Hübnera w Warszawie, a w latach 2008–2025 Nowego Teatru w Warszawie.
Od 2001 roku wspierała Prawo i Sprawiedliwość; była m.in. członkiem Honorowego Komitetu Poparcia Lecha Kaczyńskiego w czasie wyborów prezydenckich w 2005; została członkiem Warszawskiego Społecznego Komitetu Poparcia Jarosława Kaczyńskiego w przedterminowych wyborach prezydenckich w 2010. Weszła w skład komitetu wspierającego kandydaturę Karola Nawrockiego na prezydenta RP w wyborach w 2025.
Była wykładowcą Akademii Dobrych Obyczajów w Warszawie.
4 sierpnia 2016 roku została powołana w skład Kapituły Orderu Odrodzenia Polski.
Zmarła po ciężkiej chorobie 8 czerwca 2025 roku w wieku 78 lat. Jeszcze w kwietniu 2025 roku pracowała nad nową rolą. Uroczystości pogrzebowe odbyły się 13 czerwca w kościele św. Huberta w Zalesiu Górnym. Spoczęła na tamtejszym cmentarzu parafialnym.

## Życie prywatne
Jej pierwsze małżeństwo zakończyło się rozwodem. Następnie wyszła za Tomasza Miernowskiego, szefa produkcji Zespołu Twórców Filmowych „Dom”, z którym miała syna Ksawerego.

## Filmografia
- Niebieskie jak Morze Czarne (1971) – uczestniczka obozu
- Beniamiszek (1975) – Hanka
- Noce i dnie (1975) – Olesia Chrobotówna
- Strach (1975) – kobieta tańcząca w lokalu
- 07 zgłoś się (serial telewizyjny) (1976) – prostytutka „Markiza” (odc. 2 – Wisior)
- Sprawa Gorgonowej (1977) – Rita Gorgonowa
- Warszawianka pieśń z roku 1831 (spektakl telewizyjny wg sztuki Stanisława Wyspiańskiego „Warszawianka”) (1978) – Maria
- Aktorzy prowincjonalni (1978) – Krystyna Gazda, przyjaciółka Ani z lat szkolnych
- Bez znieczulenia (1978) – Ewa Michałowska, żona Jerzego
- Biały mazur (1978) – Wiera Zasulicz
- Szpital Przemienienia (1978) – doktor Nosilewska
- Lekcja martwego języka (1979) – Olga Diana, medium
- Obok (1979) – kochanka Artura
- Terrarium (1979) – aktorka, przyjaciółka Marii
- Głosy (1980) – Ewa Domańska
- Ukryty w słońcu (1980) – Maria
- Spokojne lata (1981) – Flora
- Nadzór (1983) – Maria Gabrysiakowa
- Toccata (1983) – Zofia
- Życie Kamila Kuranta (1983) – Anna Kurant, matka Kamila
- Wir (1983) – Róża
- 111 dni letargu (1984) – Krystyna, tłumaczka „rewidenta”
- Kobieta z prowincji (1984) – Andzia Cichalska-Solska z d. Głowacka
- Rok spokojnego słońca (1984) – prostytutka Stella
- Trzy młyny (1984) – Jadwiga Łowiecka (odc. 1)
- Medium (1985) – Greta Wagner
- …jestem przeciw (1985) – doktor Krystyna
- Królewskie sny (1988) – księżna Julianna, żona Witolda
- Nocny gość (1989) – matka Villona
- Korczak (1990) – Stefa Wilczyńska
- Cynga (1991) – pielęgniarka Lucienne
- Panny i wdowy (1991) – Susanne, córka Eweliny
- Czarne słońca (1992) – Celina
- Gorący czwartek (1993) – Godyszowa, żona właściciela okradzionego mercedesa
- Komedia małżeńska (1993) – Wanda, przyjaciółka Marii
- Córy szczęścia (1999) – Elka, właścicielka łodzi-hotelu
- Torowisko (1999) – matka Marii
- Trędowata (1999–2000) – Idalia Elzonowska
- Przedwiośnie (2001) – księżna Szczerbatow-Mamujew
- Szpital na perypetiach (2001) – siostra Gerlach
- Oficer (2004) – matka Aldony Ginko
- Skazany na bluesa (2005) – dyrektor technikum
- Okazja (2005) – bezdomna (odc. 7)
- Kawałek nieba (2006) – Róża
- Stary człowiek i pies (2008) – Ewa Kulczyńska, żona Marka
- Mistyfikacja (2010) – Jadwiga Witkiewicz, żona Witkacego
- Prawo Agaty (2012) – Izabela Grabowska (odc. 13)
- Głęboka woda (2013) – matka Bolka (odc. 21)
- Body/Ciało (2015) – Ewa, przyjaciółka prokuratora
- Smoleńsk (2016) – Maria Kaczyńska
- Artyści (2016) – Helena, sprzątaczka-medium
- Dziura w głowie (2018) – matka aktora
- Ojciec Mateusz (2019) – Helena
- Śniegu już nigdy nie będzie (2021) – matka Żeni w późnym wieku; rola dubbingowana przez Wiktorię Gorodeckają
- Teściowie (2021) – matka Małgorzaty
- Przejście (2021) – ciotka
- Teściowie 2 (2023) – matka Małgorzaty

### Dubbing
- 2018: Mary Poppins powraca – kuzynka Topsy
- 2010: Harry Potter i Insygnia Śmierci: Część I – Petunia Dursley
- 2007: Harry Potter i Zakon Feniksa – Petunia Dursley
- 2004: Rogate ranczo – Pearl
- 2004: Harry Potter i więzień Azkabanu – Petunia Dursley
- 2002: Harry Potter i Komnata Tajemnic – Petunia Dursley
- 2001: Harry Potter i Kamień Filozoficzny – Petunia Dursley

## Role teatralne
- 2008: Przyjacielowi, który nie uratował mi życia, reż. Michał Sieczkowski, Przestrzeń Wymiany Działań Arteria
- 2009: (A)pollonia, reż. Krzysztof Warlikowski w Nowym Teatrze w Warszawie
- 2010: Prymas w Komańczy Scena Faktu, reż. Paweł Woldan, jako Julia Brystygier
- 2019: Wieczernik, Teatr Telewizji TVP, reż. Krzysztof Tchórzewski, jako Maria Magdalena[14]

## Odznaczenia i nagrody
- Krzyż Komandorski z Gwiazdą Orderu Odrodzenia Polski (pośmiertnie, 2025)[15]
- Krzyż Komandorski Orderu Odrodzenia Polski (2015)[16][17]
- Krzyż Oficerski Orderu Odrodzenia Polski (2007)[18][19]
- Brązowy Krzyż Zasługi (1979)
- Srebrny Medal „Zasłużony Kulturze Gloria Artis” (2007)[20]
- Medal „Pro Patria” (2023)[21]
- Nagroda Miasta Stołecznego Warszawy (2011)[22]
- Doroczna Nagroda Ministra Kultury i Dziedzictwa Narodowego (2021)[23]